# Oratorio della Confraternita del Santissimo Rosario (Ponticelli)
L'Oratorio della Confraternita del Santissimo Rosario è un luogo di culto di Napoli; è ubicato nel quartiere Ponticelli, in piazza Vincenzo Aprea, a fianco della Basilica santuario di Santa Maria della Neve.

## Storia e descrizione
La Confraternita del Santissimo Rosario di Ponticelli venne istituita nel 1577 e inizialmente disponeva solo di un altare con ipogeo per la sepoltura dei confratelli dentro la basilica. A partire dal 1721 l'intero complesso basilicale ebbe un notevole ampliamento che permise alla confraternita di costruirsi un suo oratorio, accessibile sia dall'esterno che dalla navata destra della chiesa e inaugurato il 5 aprile 1724. Nella seconda metà del '700 l'oratorio venne arricchito di opere d'arte e arredi. Esso non venne toccato nel rifacimento in stile neoclassico apportato alla basilica da Filippo Botta tra il 1868 e il 1872; mentre nel corso del '900 il sodalizio si limitò a commissionare nuove decorazioni.
L'oratorio, nonostante le modifiche subite nel tempo, ha mantenuto la sua configurazione settecentesca. Consiste in un'aula rettangolare, voltata a botte, e con cupola priva di tamburo che si poggia sui quattro arconi della crociera e che sormonta il presbiterio. Le pareti sono attraversate dagli stalli lignei su cui sedevano i confratelli e sormontate da un ciclo di sei tele realizzate nel 1773 dai pittori locali Carlo e Giuseppe Adamo. La volta e i peducci della cupola presentano delle scene dipinte nel 1905 da Luigi Franciosa con la tecnica della tempera. Ai lati della crociera sono collocate altre due tele, sempre settecentesche, tra cui una Madonna del Rosario con San Domenico e Santa Rosa da Lima attribuita a Gennaro Borrelli (suocero e collaboratore di Fedele Fischetti). Alle spalle dell'altare maggiore in marmi policromi si innalza un tempietto che accoglie l'antica statua lignea della Madonna del Rosario. Sopra l'ingresso vi è la cantoria con l'organo costruito nel 1783 da Gaetano Rossi e sopra quest'ultimo, entro una lunetta, l'affresco sulla Battaglia di Lepanto eseguito nel 1961 dal maestro ponticellese Carmine Adamo. Alle spalle dell'altare si giunge infine alla sacrestia.